# Ferrovia di Lousã
La ferrovia di Lousã (in portoghese Ramal da Lousã, detta anche Linha de Arganil) è una linea ferroviaria a scartamento iberico e a binario unico che nella sua massima estensione raggiunse la lunghezza di 36,706 km tra la stazione di Coimbra-B, sulla ferrovia del Nord e Serpins.
Fu inaugurata inizialmente, con il nome di Ramal de Coimbra, il 18 ottobre 1885 dalla Companhia Real dos Caminhos de Ferro Portugueses. Il 16 dicembre 1906 fu prolungata fino a Lousã e raggiunse Serpins il 10 agosto 1930. Il 4 gennaio 2010 venne chiusa all'esercizio ferroviario da Coimbra a Serpins e sostituita da autoservizio. Rimase in funzione il tratto Coimbra-B - Coimbra, lungo 1,669 km.

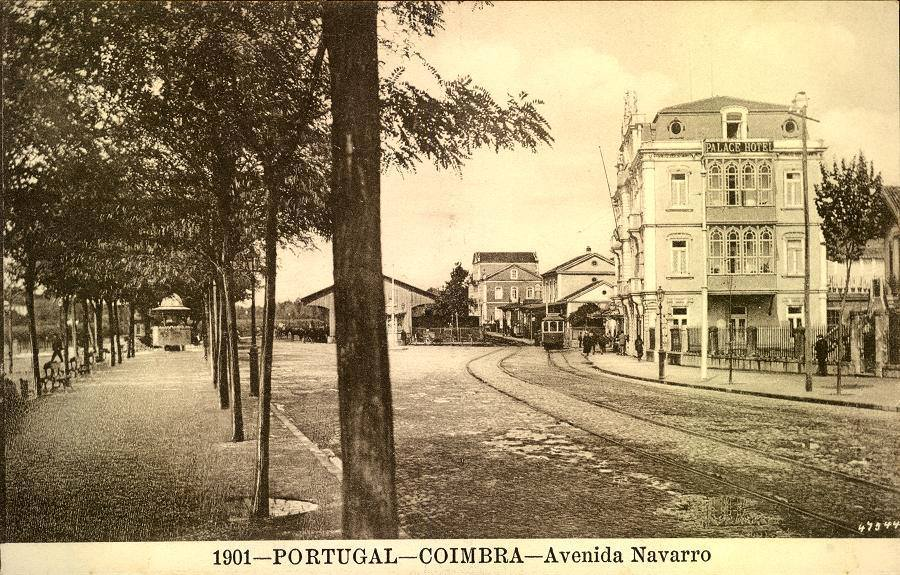
La stazione originale di Coimbra in una cartolina del 1901

## Storia

### Costruzione del "Ramal de Coimbra"
Il progetto della ferrovia della Beira Alta, di grande importanza per le aree interessate, prevedeva nella legge emanata il 26 gennaio 1876 la stazione di Coimbra, posta sulla ferrovia del Nord, come punto iniziale della linea. 
La disposizione stabiliva anche il passaggio per Santa Comba Dão raggiungendo la frontiera spagnola. 
Il 25 maggio dello stesso anno il punto inizio fu spostato nella stazione di Pampilhosa; il 23 marzo 1878 l'inizio a Pampilhosa fu confermato per legge.
Coimbra perdeva l'accesso diretto alla linea della Beira Alta ma la compagnia concessionaria fu incaricata di costruire anche un collegamento ferroviario con il centro con funzione di interscambio con la navigazione fluviale di modo che le merci della Beira potessero raggiungere, via fiume Mondego, il porto di Figueira da Foz. Una controversia tra la Companhia dos Caminhos de Ferro Portugueses da Beira Alta e lo Stato bloccò l'opera e quest'ultimo, il 2 maggio 1882, diede mandato alla Companhia Real dos Caminhos de Ferro Portugueses di costruire la ferrovia dell'Est; il mandato previde l'incarico di costruire il "Ramal de Coimbra" e la Companhia Real lo aprì all'esercizio il 18 ottobre 1885. La scelta del tracciato fu però oggetto di critiche in quanto pregiudicava l'espansione del tessuto urbano e condizionava il proseguimento previsto per Lousã.

### Nasce la Companhia do Mondego
Negli anni settanta del XIX secolo era stato elaborato un progetto di ferrovia da Coimbra ad Arganil che serviva anche Lousã. Un decreto reale, del 10 settembre 1887, approvò la costruzione della Coimbra-Arganil a scartamento metrico ma l'8 novembre 1888 lo scartamento previsto venne modificato a 1668 mm. 
La concessionaria, Companhia do Caminho de Ferro do Mondego, si costituì il 12 novembre 1888 mentre il progetto definitivo fu approvato l'11 gennaio 1889.
La scelta del tracciato attraverso la Valle di Coselhas fu oggetto di forti opposizioni contro l'impresa della linea di Coimbra; un percorso alternativo proposto attraverso il centro della città ebbe analoghe opposizioni in quanto limitativo del traffico cittadino. Tali problematiche ritardarono i lavori aumentandone i costi finché l'impresa, entrata in crisi economica, li fermò del tutto.
Il 24 ottobre 1895 la Compagnia ottenne dal tribunale civile una sospensione dei pagamenti. Seguirono trattative con il governo dopo le quali tuttavia dovette dichiarare fallimento il 18 febbraio 1897. Il 9 novembre 1893 l'impresa fu posta in amministrazione controllata da una commissione composta dai creditori, dallo Stato e dalla dirigenza della Compagnia.
Il 15 febbraio 1901 venne inutilmente tentato un compromesso con la creditrice, Companhia Real, perché assumesse l'onere di costruzione e gestisse per 25 anni la Coimbra-Lousã. Gli impianti già costruiti ma abbandonati intanto cominciavano a degradarsi.

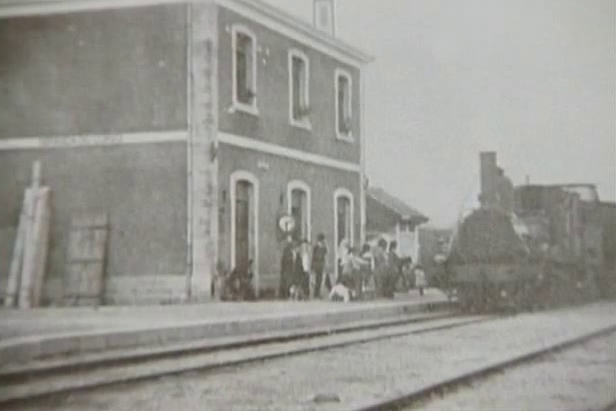
Stazione di Miranda do Corvo nei primi anni di esercizio

### Subentro della Companhia Real
Nel marzo del 1903 fu raggiunto un accordo tra la "Mondego" e la "Real" affinché quest'ultima assumesse la gestione una volta costruita la linea.
Tra l'altro l'accordo prevedeva che la Mondego emettesse obbligazioni per 25 anni e che la Real ottenesse una sovvenzione chilometrica per l'esercizio.
Il 22 novembre 1904 la Compagnia del Mondego stipulò un nuovo contratto con cui delegava alla Companhia Real la costruzione e la gestione.
Il 3 febbraio 1905 venne approvata la variante di Coimbra e il 1º aprile 1905 i terreni attraversati vennero dichiarati espropriabili per pubblica utilità.

### Inaugurazione della tratta fino a Lousã
Nel marzo dell'anno successivo le tratte fino a Portela, Carroulo e Treniva erano completate mentre si lavorava ancora su alcuni ponti e viadotti. Il 16 dicembre 1906 la Companhia Real aprì l'intera tratta fino a Lousã

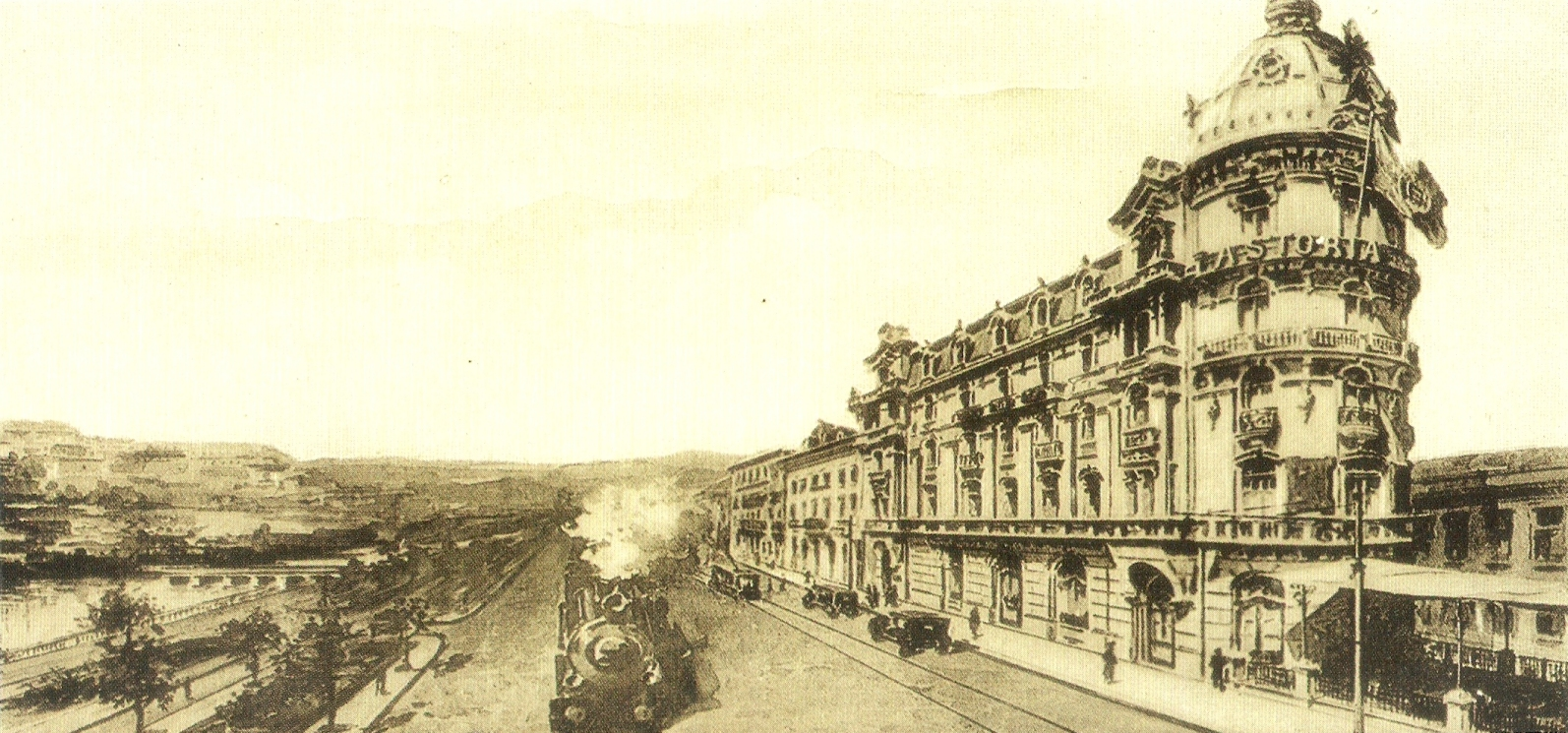
Treno sul tratto urbano del Ramal da Lousã, sulla Avenida Emídio Navarro, all'altezza dell'Hotel Astória, nel 1924

### Prosecuzione oltre Lousã
L'8 giugno 1923 la Compagnia del Mondego ottenne dal Ministero l'autorizzazione ad emettere un prestito obbligazionario, con garanzia del 7%, per la costruzione della ferrovia da Lousã ad Arganil; nel documento si precisava che dopo l'apertura la linea sarebbe stata gestita dalla Companhia dos Caminhos de Ferro Portugueses.
I lavori iniziarono da Lousã nell'agosto del 1924 ma avanzavano molto lentamente tra Lousã-Góis
sperando di concluderli per l'anno successivo. Ma i costi elevati e la carenza dei fondi ne impedivano la prosecuzione per cui si decise di richiedere il cambio di scartamento da largo a metrico; il 19 novembre 1927 la richiesta fu approvata autorizzando il cambio anche per le tratte già costruite e il proseguimento da Arganil fino a Santa Comba Dão. 
La ferrovia venne indicata nel piano del bacino idrografico del Mondego come Linha de Arganil.
La scelta dello scartamento stretto innescò molte critiche in quanto le autorità militari ritenevano che lo scartamento largo fosse indispensabile a fini strategici, date le turbolenze del periodo, mentre in campo ferroviario si ribatteva circa i costi elevati. In tal modo la Linha de Arganil non ebbe specificato lo scartamento quando venne emesso il Decreto 18190; il fatto fu pregiudizievole di ritardi circa i lavori su Arganil.
L'apertura del tratto fino a Serpins avvenne il 10 agosto 1930 e a scartamento iberico; nel 1931 fu inaugurata la nuova stazione di Coimbra-A. Ma il 19 maggio 1933 il servizio passeggeri ferroviario tra Coimbra e Serpins fu sostituito con autoservizio.

### Variante di Coselhas
Il tracciato che attraversava la città di Coimbra, come del resto preconizzato ai tempi della progettazione, si rivelò sempre più problematico per la circolazione viaria già negli anni trenta. Anche le infrastrutture di servizio si rivelavano insufficienti; vi si pose rimedio ampliando la stazione di Coimbra per quel tanto che lo spazio disponibile permetteva.
Per servire con più efficienza la rete ferroviaria del Mondego venne studiato un progetto per una nuova stazione che usava le aree di Vale de Coselhas, tra le cave di pietra di Ingote e il sito dell'Arco Pintado, circa 500 m dalla stazione di Coimbra.

### Progetto del Metro Mondego

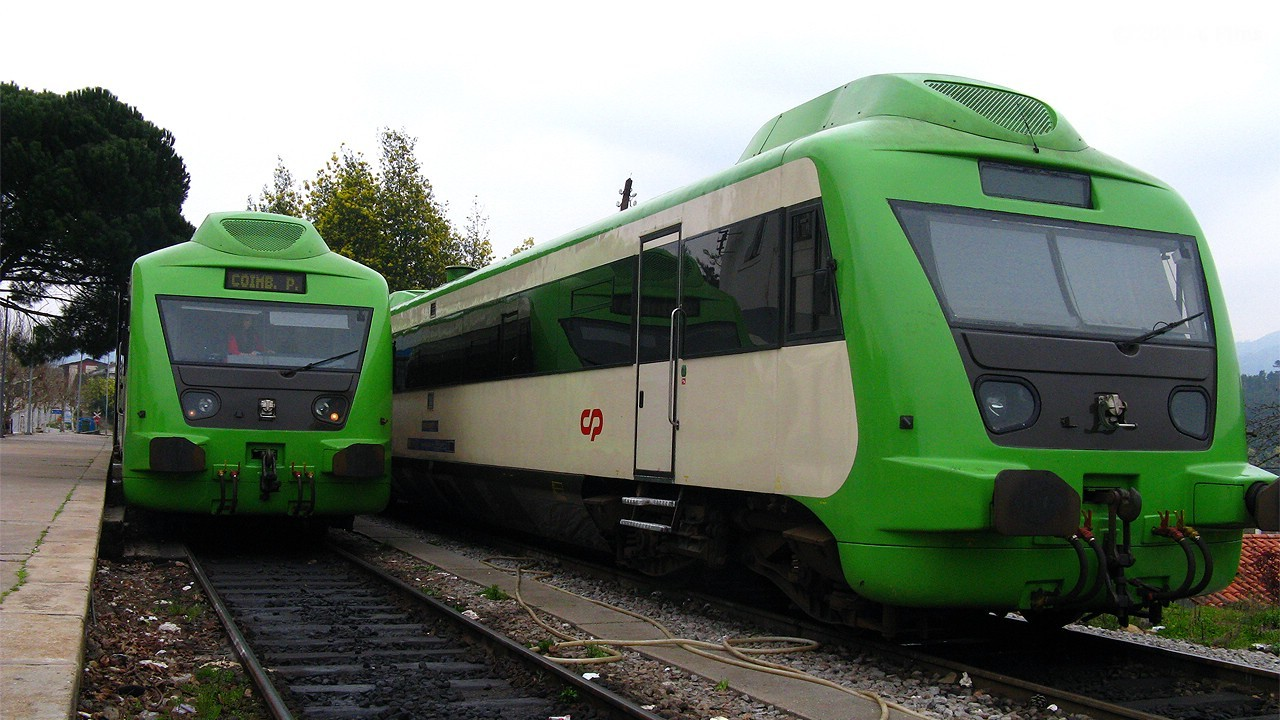
Automotrici in sosta nella stazione di Serpins nel 2009

Dal 1994 si iniziò a discutere sulla creazione di un servizio ferroviario metropolitano del Mondego. La linea era in condizioni di arretratezza tecnologica e malandata; nel 2002 si verificò un serio incidente ferroviario con vittime. Il consorzio costituito dalle municipalità di Lousã, Coimbra e Miranda do Corvo (Metro do Mondego) riaffermò l'intento di portare avanti il progetto che era stato accantonato.
Nel 2009 fu approntato il progetto di trasformazione della ferrovia in metropolitana di superfície, denominato Metro Mondego, tra molte contestazioni contrarie al declassamento della ferrovia a tram-treno
L'adattamento della linea era all'inizio il 2 dicembre 2009 tra Serpins e Alto de São João.
Il 4 gennaio 2010 il traffico ferroviario venne sospeso e sostituito da autoservizi. Nel 2011 l'intero progetto venne annullato a causa della crisi economica.
| Unknown route-map component "c" |  | Continuation backward | Unknown route-map component "cd" |

| Unknown route-map component "c" |  | Station on track | Unknown route-map component "cd" |

| Unknown route-map component "c" | Unknown route-map component "CONTgq" | Unknown route-map component "ABZgr" | Unknown route-map component "cd" |

| 217,024 |
| 0,000   |

| Unknown route-map component "c" |  | Unknown route-map component "eSPLa" | Unknown route-map component "cd" |

| Unknown route-map component "c" |  | Unknown route-map component "vexBHF-KBHFe" | Unknown route-map component "cd" |

| 1,669 |
| 0,000 |

| Unknown route-map component "c" |  | Unknown route-map component "RP4" + Unknown route-map component "exvSTR-" | Unknown route-map component "cd" |

| Unknown route-map component "exHST" |

| Unknown route-map component "exHST" |

| Unknown route-map component "exHST" |

| Unknown route-map component "exHST" |

| Transverse water | Unknown route-map component "exhKRZWae" | Transverse water |

| Unknown route-map component "exHST" |

| Unknown route-map component "exHST" |

|  | Unknown route-map component "exBHF" |

| Unknown route-map component "exHST" |

| Unknown route-map component "exHST" |

| Unknown route-map component "exHST" |

| Unknown route-map component "exHST" |

|  | Unknown route-map component "exBHF" |

| Unknown route-map component "exCONTgq" | Unknown route-map component "exABZgr" |  |

| Unknown route-map component "exHST" |

| Unknown route-map component "exHST" |

| Unknown route-map component "exHST" |

| Unknown route-map component "exHST" |

|  | Unknown route-map component "exBHF" |

| Unknown route-map component "exHST" |

|  | Unknown route-map component "exKBHFe" |

| Unknown route-map component "exLSTR" + Unknown route-map component "exlBHF" |

|  | Unknown route-map component "exLSTR" | Unknown route-map component "exCONTg" |

| Unknown route-map component "exSTR+l" | Unknown route-map component "exLSTR" + Unknown route-map component "exBHFq" | Unknown route-map component "exSTRr" |

| Unknown route-map component "exCONTf" | Unknown route-map component "exLSTR" |  |

| Unknown route-map component "d" | Unknown route-map component "exBS2+l" | Unknown route-map component "exBS2+r" | Unknown route-map component "dCONTg" |

| Unknown route-map component "d" | Unknown route-map component "exLSTR" | Unknown route-map component "exXBHF-L" | Unknown route-map component "dXPLTeq" + Unknown route-map component "dBHF" |

| Unknown route-map component "d" | Unknown route-map component "exLSTR" | Unknown route-map component "exLSTR" | Unknown route-map component "dCONTf" |

| Unknown route-map component "d" | Unknown route-map component "exBS2l" | Unknown route-map component "exBS2c3" + Unknown route-map component "exCONTf" | Unknown route-map component "d" |

| Unknown route-map component "CONTgq" | Unknown route-map component "exLSTR" + Unknown route-map component "STR+r" |  |

| Unknown route-map component "KBHFxe" |

|  | Unknown route-map component "exSTRl" | Unknown route-map component "exCONTfq" |